# 아난티
아난티(Ananti Inc.)은 레저시설 개발 및 건설, 운영 등의 사업을 하는 대한민국의 기업이다.

## 역사
1987년에 에머슨퍼시픽이란 이름으로 피혁 및 관련제품의 제조&판매 목적으로 설립되어, 1994년 (주)한선으로 상호를 변경하고 난 뒤, 1996년 1월에 코스닥 시장에 상장되었다 2018년 사명을 현재의 아난티로 변경하였다

## 같이 보기
- 에머슨자산운용
- 아난티코브
- 동신디엔엘
- 대림디앤엘
- 중앙관광개발
- 세종에머슨
- 중앙디엔엘
- 대명디앤엘

## 참고문헌
1. ↑  노연경, 호텔 최초 '1조 클럽' 입성 앞둔 이만규 아난티 대표, 뉴스핌, 2023년 8월 19일
2. ↑  조대형, DS자산운용 - 아난티 분석보고서, 2023-08-11
3. ↑  조지윤, 날개 단 ‘에머슨퍼시픽’ 중국자본 1,800억 유치 성공, 시사위크, 2015-11-09
4. ↑  리딩투자증권 - 아난티 분석보고서
5. ↑  박동휘, 3년 만에 매출 5배로 키운 기업…'아난티 스타일' 해외로 간다 박동휘의 컨슈머 리포트, 한국경제, 2023-01-15